# 879 Ricarda
879 Ricarda, asteroid glavnog pojasa. Otkrio ga je Max Wolf, 22. srpnja 1917.

## Vanjske poveznice
- Minor Planet Center